# أوسكار زاريسكي
أوسكار زاريسكي (بالروسية: О́шер Зари́цкий) هو عالم رياضيات أمريكي روسي المولد.

## تكوينه
انظر إلى جامعة تاراس شفتشينكو الوطنية في كييف.

## أعوامه في جامعة دجونز هوبكينز
هاجر إلى الولايات المتحدة سنة 1927 بمساعدة سليمان لفشيتز. انظر إلى جامعة جونز هوبكينز.

## وصلات خارجية
- أوسكار زاريسكي على موقع الموسوعة البريطانية (الإنجليزية)
- أوسكار زاريسكي في شجرة علماء الرياضيات
- سيرة أوسكار زاريسكي (بالأنجليزية) من أكاديمية الولايات المتحدة البحرية.